# Bridegroom
Bridegroom (nome esteso: Bridegroom: A Love Story, Unequaled) è un docu-film statunitense del 2013 diretto e prodotto da Linda Bloodworth-Thomason.
Bridegroom è stato presentato in anteprima al Tribeca Film Festival 2013 e ha attirato particolarmente l'attenzione della stampa perché alla sua prima proiezione è stato presentato dall'ex presidente degli Stati Uniti Bill Clinton.

## Trama
Bridegroom racconta la storia di Shane Bitney Crone e del suo partner, Thomas Lee "Tom" Bridegroom, morto in un tragico incidente. Dopo la morte del proprio sposo Crone si ritrovò escluso e privato di qualsiasi protezione legale. Il film racconta la storia della loro relazione lunga 6 anni e le lotte che Crone ha affrontato dopo la morte di Thomas, compresa quella nei confronti della famiglia di Thomas che non gli ha permesso di partecipare al funerale del suo compagno.

## Produzione

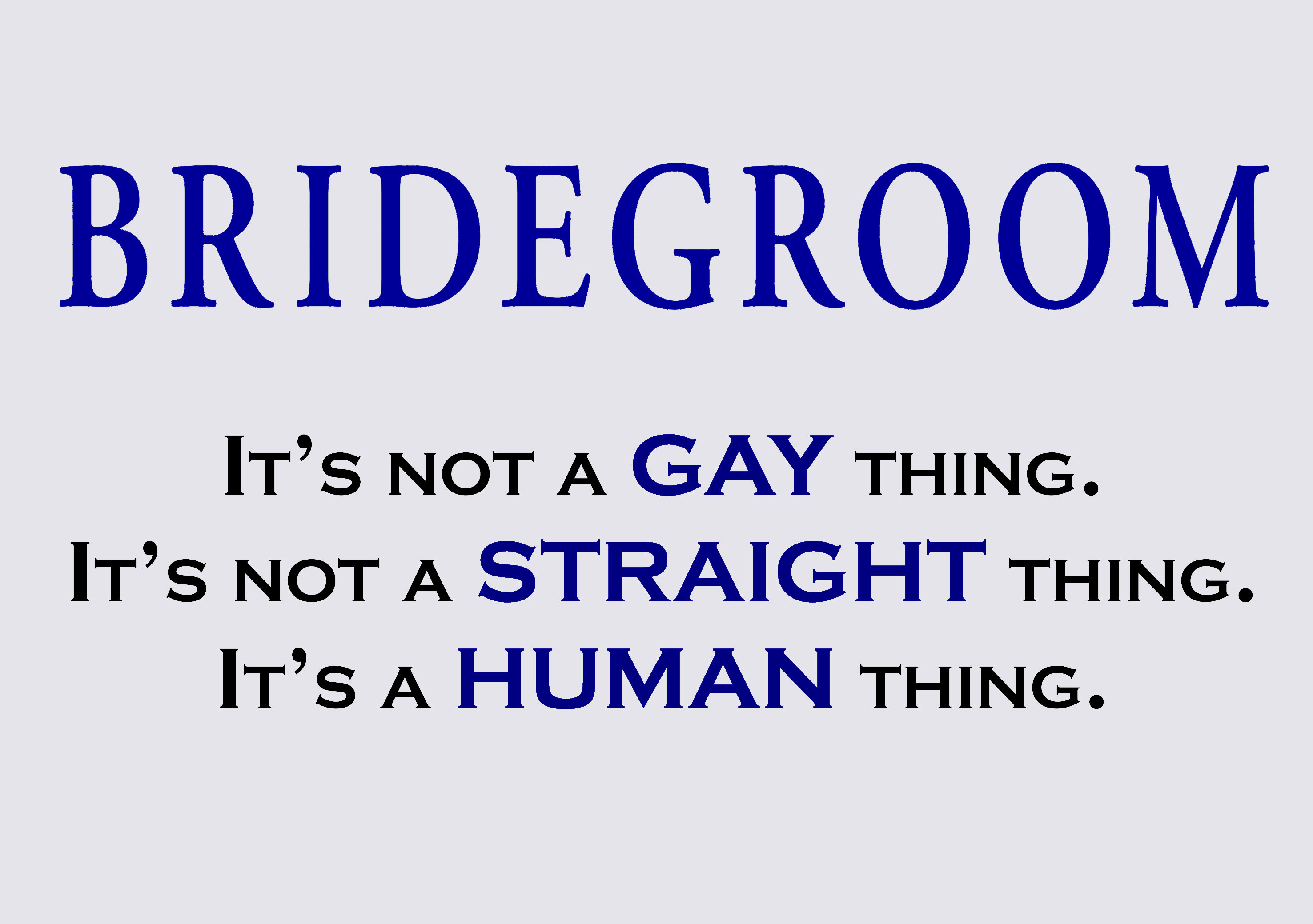
Locandina promozionale del film

Il film nasce grazie a It Could Happen to You, un cortometraggio che Crone pubblicò su YouTube nel 2012, in occasione del primo anniversario della morte di Bridegroom. Dopo l'ampia diffusione del video attraverso i social network la regista Bloodworth-Thomason, che una volta aveva incontrato la coppia a un matrimonio a Palm Springs, in California, contattò Crone per proporli l'estensione del cortometraggio in un lungometraggio. La produzione del film è iniziata nell'estate del 2012.
Il budget del film è stato di 384.375 dollari americani ed è stato raccolto sul sito di crowdfunding Kickstarter, superando il suo obiettivo di 300.000 dollari americani.

## Distribuzione
Bridegroom ha avuto la sua prima visione televisiva il 27 ottobre 2013 su Oprah Winfrey Network. Il film è stato poi rilasciato per lo streaming su Netflix e, successivamente, in DVD dal 19 novembre 2013.

## Accoglienza

### Critica
Bridegroom ha ricevuto in media recensioni positive; su Rotten Tomatoes il film ha l'82% di recensioni positive con un voto medio di 5.2/10. Su Metacritic il film ha una valutazione di 85/100 su 4 critici.

## Musiche
La colonna sonora del film include:
1. Same Love (produced by Ryan Lewis) (Ben Haggerty) – Macklemore & Ryan Lewis feat. Mary Lambert
2. When a Heart Breaks (Ben Rector) – Shane Bitney Crone & Colleen McMahon
3. Carry On (produced by Jeff Bhasker) (Nate Ruess, Andrew Dost, Jack Antonoff & Jeff Bhasker) – Fun.
4. Outlaws of Love (produced by Rune Westberg) (Adam Lambert, Rune Westberg & BC Jean) – Adam Lambert
5. The Dance (Tony Arata & Benjy Gaither) – Nathan Young
6. Here With You (Benjy Gaither) – Benjy Gaither
7. This Holiday Night (Margo Rey & Barrett Yeretsian) – Margo Rey
8. You Belong to Me (Pee Wee King, Chilton Price, Redd Stewart & Benjy Gaither) – Margo Rey
9. Beautiful Boy (Colleen McMahon) – Colleen McMahon
10. The Christmas Song (originally performed by Mel Tormé) (Mel Tormé & Bob Wells) – Thomas Bridegroom & Colleen McMahon
11. La Mamma Morta (Umberto Giordano & Benjy Gaither) – Lana Ranahan

## Riconoscimenti
Il film ha vinto, insieme a Call Me Kuchu, il premio GLAAD Media Awards 2014 nella categoria miglior documentario .